# فرودگاه ریویر تمیسکامی
فرودگاه ریویر تمیسکامی (به انگلیسی: Rivière Témiscamie (Air Roberval Ltée) Aerodrome) یک فرودگاه است که یک باند فرود برف دارد. این فرودگاه در کشور کانادا قرار دارد .